# Шведська Інгерманландія
Шве́дська Інгерманла́ндія або Шве́дська Інгрія (швед. Svenska Ingermanland, країна інгерманландців) — історична область у балтійському регіоні, що входила до складу Швеції за часів Шведської імперії, у 1583-1595 роках та з 1617 по 1721 рік, та згодом ввійшла до складу Російської імперії за умовами Ништадтського миру.